# Kiss & Tell (musikalbum av Selena Gomez & the Scene)
Kiss & Tell är det amerikanska bandet Selena Gomez & the Scene's debutalbum, med tonårsstjärnan Selena Gomez som frontperson i bandet. Albumet släpptes den 29 september 2009 i USA, under skivbolaget Hollywood Records. Selena har arbetat med flera låtskrivare och producenter på albumet, däribland Gina Schock från bandet Go-Go's. Albumet debuterade som nummer nio på Billboard 200, med 66,000 sålda exemplar under första veckan, och 25,000 under andra veckan. Kiss & Tell har även släppts i Kanada bland annat, och där debuterade albumet som nummer tjugotvå på den Kanadensiska albumlistan. 
Selena Gomez & The Scene har släppt två singlar från albumet. Första singeln var "Falling Down", som kartlades på Billboard Hot 100, och den andra singeln, "Naturally", som blev en topp 40 hit.
Albumet släpptes i Sverige den 29 mars 2010.

## Låtlista (Sverige utgåva)
| Nr | Låttitel                                       | Låtskrivare                                                  | Producenter      | Tid  |
| -- | ---------------------------------------------- | ------------------------------------------------------------ | ---------------- | ---- |
| 1  | "Kiss & Tell"                                  | Ted Bruner, Trey Vittetoe, Gina Schock                       | Bruner, Vittetoe | 3:17 |
| 2  | "I Won't Apologize"                            | Selena Gomez, John Randall Fields, William James McAuley III | Fields           | 3:06 |
| 3  | "Falling Down"                                 | Bruner, Vittetoe, Schock                                     | Bruner, Vittetoe | 3:05 |
| 4  | "I Promise You"                                | Isaac Hasson, Lindy Robbins, Mher Filian                     | SuperSpy         | 3:20 |
| 5  | "Crush"                                        | Bruner, Vittetoe, Schock                                     | Bruner, Vittetoe | 3:19 |
| 6  | "Naturally"                                    | Antonina Armato, Tim James, Devrim Karaoglu                  | Armato, James    | 3:22 |
| 7  | "The Way I Loved You"                          | Shelly Peiken, Rob Wells                                     | Wells            | 3:33 |
| 8  | "More"                                         | Hasson, Robbins, Filian                                      | SuperSpy         | 3:30 |
| 9  | "As a Blonde"                                  | Fefe Dobson, Greg Wells, Peiken                              | Wells            | 2:47 |
| 10 | "I Don't Miss You at All"                      | Robbins, Toby Gad                                            | Gad              | 3:40 |
| 11 | "Stop & Erase"                                 | Bruner, Vittetoe, Schock                                     | Bruner, Vittetoe | 2:52 |
| 12 | "I Got U"                                      | Matthew Wilder, Tamara Dunn                                  | Wilder           | 3:34 |
| 13 | "Tell Me Something I Don't Know" (New Version) | Armato, Ralph Curchwell, Michael Nielsen                     | Armato, James    | 2:55 |
| 14 | "Naturally" (Dave Audé Radio Remix)            | Armato, James, Karaoglu                                      | Armato, James    | 4:02 |

## Albumlistor och certifieringar

### Albumlistor
| Lista (2009/2010)   | Topplacering |
| ------------------- | ------------ |
| Argentina           | 10           |
| Belgien (Flandern)  | 22           |
| Belgien (Vallonien) | 39           |
| Frankrike           | 24           |
| Grekland            | 2            |
| Italien             | 33           |
| Kanada              | 22           |
| Mexiko              | 20           |
| Nederländerna       | 87           |
| Norge               | 38           |
| Nya Zeeland         | 21           |
| Polen               | 4            |
| Schweiz             | 36           |
| Spanien             | 2            |
| Storbritannien      | 12           |
| Tyskland            | 19           |
| USA                 | 9            |
| Österrike           | 4            |

### Certifieringar
| Land | Certifiering |
| ---- | ------------ |
| USA  | Guld         |

## Utgivningshistorik
| Region     | Datum             | Skivbolag         | Format               |
| ---------- | ----------------- | ----------------- | -------------------- |
| Kanada     | 29 september 2009 | Hollywood Records | CD, Digital download |
| USA        | 29 september 2009 | Hollywood Records | CD, Digital download |
| Australien | 16 oktober 2009   | Universal Music   | CD, Digital download |
| Sverige    | 29 mars 2010      | Universal Music   | CD, Digital download |